# アントン・ザボロトニー
アントン・ザボロトニー（Anton Zabolotny 、1991年6月13日 - ）は、ソビエト連邦（現ラトビア）出身のロシア代表プロサッカー選手。FCヒムキ所属。ポジションはFW。

## 経歴

### クラブ経歴
FCメタルルグ・リペツクのユースチームでプレーをはじめ、13歳の時にPFC CSKAモスクワのアカデミーに加入。2008シーズンからトップチームに昇格したが、出場機会を得られず、他クラブへのレンタルを経てFCウファに完全移籍で放出された。
2014年9月、FKファケル・ヴォロネジに完全移籍。
2016年2月、FKトスノに期限付き移籍。2016-17シーズン前にFKトスノに完全移籍した。
2017年12月12日、FCゼニト・サンクトペテルブルクに3年半契約で移籍。
2019年8月3日、PFCソチに移籍。
2021年5月31日、古巣CSKAモスクワに3年半契約で復帰。
2024年6月19日、FCヒムキに移籍。

### 代表
2017年10月7日、韓国代表とのフレンドリーマッチでロシア代表デビューを飾った。
2018年5月11日、2018 FIFAワールドカップロシア代表チームのバックアップメンバーに選ばれたが、最終登録メンバーからは外れた。
2021年6月2日、UEFA EURO 2020に臨むロシア代表26人の一人に選ばれた。しかし、同大会での出場機会は無かった。

## タイトル
ゼニト
- ロシアサッカー・プレミアリーグ: 2018–19[10][11]